# 雅絲敏·阿莫
雅絲敏·阿莫（Yasmin Ahmad，1958年1月7日—2009年7月25日）是馬來西亞電影導演與編劇，並且也是在吉隆坡李奧貝納廣告公司相當有創意的廣告導演。她的電視廣告與電影作品都因為其中關於跨越文化差異的幽默、鼓舞與愛而在馬來西亞廣為人知。

## 作品列表

### 電影作品
- 《愛到眼茫茫》（Rabun，2003年）
- 《我愛單眼皮》（Sepet，2004年）
- 《花開總有時》（Gubra，2006年）
- 《木星的初戀》（Mukhsin，2007年）
- 《愛從心開始》（Muallaf，2008年）
- 《戀戀茉莉香》（Talentime，2009年）

## 外部連結
- 雅絲敏·阿莫在互联网电影资料库（IMDb）上的資料（英文）
- The Storyteller （页面存档备份，存于）與 The Film Maker （页面存档备份，存于），她的網誌
- Tributes for Yasmin Ahmad （页面存档备份，存于），來自於《馬來西亞星報》（the Star）